# Liga Premier Russa de 2010
A Liga Premier Russa de 2010 - em russo Российская футбольная премьер-лига 2010 - é a 19ª temporada do Campeonato Russo de Futebol. O campeão, o vice e o terceiro lugar se classificam para a Liga dos Campeões da UEFA de 2011-12. O quarto e o quinto colocados se classificam para a Liga Europa da UEFA de 2011-12. Dois clubes caem e dois são ascendidos. Os clubes FC Kuban Krasnodar e FC Khimki foram rebaixados na temporada passada.

## Participantes
| Equipe                   | Cidade           | Região                  | No ano anterior                                                         | Estádio                        | Capacidade | Títulos                                            | Participações |
| ------------------------ | ---------------- | ----------------------- | ----------------------------------------------------------------------- | ------------------------------ | ---------- | -------------------------------------------------- | ------------- |
| PFC CSKA Moscovo         | Khamovniki       | Moscovo                 | Quinto Lugar                                                            | Estádio Lujniki                | 81.000     | 3 (2003, 2005, 2006)                               | 19            |
| Spartak Moscovo          | Presnensky       | Moscovo                 | Vice Campeão                                                            | Estádio Lujniki                | 81.000     | 9 (1992, 1993, 1994, 1996, 1997, 1998, 1999, 2000) | 19            |
| Dínamo Moscovo           | Aeroport         | Moscovo                 | Oitavo Lugar                                                            | Estádio Dínamo de Moscou       | 36.540     | 0 (não possui)                                     | 19            |
| Lokomotiv Moscovo        | Preobrazhenskoye | Moscovo                 | Quarto Lugar                                                            | Estádio Lokomotiv de Moscou    | 30.000     | 2 (2002, 2004)                                     | 19            |
| FC Krilia Sovetov Samara | Samara           | Oblast de Samara        | Décimo Lugar                                                            | Estádio Metallurg              | 33.320     | 0 (não possui)                                     | 19            |
| FC Zenit São Petersburgo | Petrogrado       | São Petersburgo         | Terceiro Lugar                                                          | Estádio Petrovsky              | 21.570     | 1 (2007)                                           | 16            |
| FC Saturn                | Ramensky         | Oblast de Moscovo       | Sétimo Lugar                                                            | Estádio Saturn                 | 16.8000    | 0 (não possui)                                     | 12            |
| FC Rubin Kazan           | Cazã             | Tartaristão             | Campeão                                                                 | Estádio Central de Cazã        | 28.500     | 2 (2008, 2009)                                     | 8             |
| FC Amkar Perm            | Perm             | Krai de Perm            | Décimo Terceiro Lugar                                                   | Estádio Zvezda                 | 19.500     | 0 (não possui)                                     | 7             |
| FC Tom Tomsk             | Tomsk            | Oblast de Tomsk         | Nono Lugar                                                              | Estádio Trud                   | 15.000     | 0 (não possui)                                     | 6             |
| PFC Spartak Nalchik      | Nalchik          | Cabárdia-Balcária       | Décimo Primeiro Lugar                                                   | Estádio Spartak                | 14.400     | 0 (não possui)                                     | 5             |
| FC Terek Grozny          | Grózni           | Chechênia               | Décimo Segundo Lugar                                                    | Estádio Sultan Bilimkhanov     | 10.500     | 0 (não possui)                                     | 4             |
| FC Rostov                | Rostov do Don    | Oblast de Rostov        | Décimo Quarto Lugar                                                     | Estádio Rostselmash            | 15.840     | 0 (não possui)                                     | 17            |
| FC Alania Vladikavkaz    | Vladikavkaz      | Ossétia do Norte-Alânia | Terceiro Lugar do Campeonato Russo de Futebol de 2009 - Segunda Divisão | Estádio Republicano do Spartak | 32.464     | 1 (1995)                                           | 15            |
| FC Sibir Novosibirsk     | Novosibirsk      | Oblast de Novosibirsk   | Vice Campeão do Campeonato Russo de Futebol de 2009 - Segunda Divisão   | Estádio Spartak                | 12.500     | 0 (não possui)                                     | 1             |
| FC Anji Makhachkala      | Mahackala        | Daguestão               | Campeão do Campeonato Russo de Futebol de 2009 - Segunda Divisão        | Estádio Dínamo                 | 15.200     | 0 (não possui)                                     | 3             |

### Mudanças gerenciais
| Time              | Técnico                | Maneira         | Data                | Tabela | Entrada                | Data                | Tabela |
| ----------------- | ---------------------- | --------------- | ------------------- | ------ | ---------------------- | ------------------- | ------ |
| Anji Makhachkala  | Omari Tetradze         | Resignado       | 18 de Março de 2010 | 10     | Arsen Akaev (interino) | 18 de Abril de 2010 | 11     |
| Anji Makhachkala  | Arsen Akaev (interino) | Fim de contrato | 18 de Abril de 2010 | 11     | Gadji Gadjiev          |                     |        |
| Dínamo de Moscovo | Andrei Kobelev         | Demitido        | 27 de Abril de 2010 | 10th   | Miodrag Božović        |                     |        |

## Classificação
Última atualização: 1 de agosto de 2010.

## Confrontos
Para ler a tabela, a linha horizontal representa os jogos da equipe como mandante. A coluna vertical indica os jogos da equipe como visitante.
| Jogos da próxima rodada estão em vermelho. Jogos "clássicos" estão em negrito. | Vitória do mandante. Vitória do visitante. Empate. |

|                       | ALA | AMK | ANZ | CSK | DYN | KRY | LOK | ROS | RUB | SAT | SIB | SPA | SPN | TER | TOM | ZEN |
| --------------------- | --- | --- | --- | --- | --- | --- | --- | --- | --- | --- | --- | --- | --- | --- | --- | --- |
| Alania Vladikavkaz    | -   | 0-0 | 0-0 | 1-3 | 0-0 | 2-3 | 0-0 | 0-0 | 1-1 | 1-1 | 2-1 | 5-2 | 1-0 | 2-1 | 2-1 | 1-3 |
| Amkar Perm            | 1-0 | -   | 1-0 | 0-0 | 0-1 | 2-1 | 1-2 | 1-0 | 0-1 | 0-1 | 3-1 | 0-2 | 3-1 | 2-0 | 2-1 | 0-2 |
| Anji Makhachkala      | 2-0 | 1-0 | -   | 1-2 | 1-1 | 0-0 | 0-1 | 1-2 | 0-1 | 1-2 | 1-0 | 0-1 | 0-0 | 1-0 | 1-0 | 3-3 |
| CSKA Moscovo          | 2-1 | 1-0 | 4-0 | -   | 0-0 | 4-3 | 1-1 | 2-0 | 0-0 | 1-1 | 1-0 | 3-1 | 1-2 | 4-3 | 3-1 | 0-2 |
| Dinamo Moscovo        | 2-0 | 1-1 | 4-0 | 0-0 | -   | 1-1 | 3-0 | 3-2 | 2-2 | 1-0 | 4-1 | 1-1 | 0-3 | 3-1 | 0-0 | 1-2 |
| Krilia Sovetov Samara | 1-0 | 1-1 | 3-0 | 0-1 | 1-0 | -   | 0-0 | 1-2 | 0-2 | 2-1 | 1-1 | 0-0 | 2-0 | 1-3 | 2-3 | 0-1 |
| Lokomotiv Moscovo     | 3-0 | 2-0 | 2-1 | 1-0 | 3-2 | 3-0 | -   | 0-1 | 0-0 | 0-1 | 1-1 | 2-3 | 1-0 | 2-1 | 2-1 | 0-3 |
| Rostov                | 0-1 | 2-1 | 1-0 | 1-0 | 1-1 | 1-2 | 1-2 | -   | 0-2 | 1-0 | 0-1 | 1-0 | 1-1 | 1-0 | 0-2 | 1-3 |
| Rubin Kazan           | 1-0 | 3-0 | 0-0 | 0-1 | 2-0 | 3-0 | 2-0 | 2-1 | -   | 2-0 | 1-0 | 1-1 | 1-1 | 0-0 | 2-1 | 2-2 |
| Saturn                | 1-1 | 2-2 | 1-0 | 1-1 | 3-2 | 1-1 | 0-1 | 0-2 | 0-0 | -   | 1-1 | 0-0 | 3-1 | 1-0 | 1-2 | 0-1 |
| Sibir Novosibirsk     | 1-2 | 1-0 | 2-4 | 1-4 | 2-2 | 4-1 | 2-2 | 2-0 | 2-2 | 0-1 | -   | 0-0 | 0-2 | 0-2 | 0-1 | 2-5 |
| Spartak Moscovo       | 3-0 | 2-2 | 3-0 | 1-2 | 0-1 | 0-0 | 2-1 | 2-1 | 0-1 | 2-1 | 5-3 | -   | 0-0 | 2-1 | 4-2 | 1-0 |
| Spartak Nalchik       | 2-1 | 2-1 | 1-3 | 1-1 | 1-0 | 1-0 | 1-1 | 5-2 | 1-1 | 2-0 | 4-2 | 0-2 | -   | 2-1 | 2-1 | 2-3 |
| Terek Grózni          | 2-0 | 1-0 | 1-3 | 0-3 | 1-1 | 2-0 | 0-0 | 1-1 | 1-1 | 2-0 | 1-1 | 2-0 | 1-1 | -   | 1-0 | 0-0 |
| Tom Tomsk             | 1-1 | 1-0 | 1-4 | 0-3 | 1-0 | 1-1 | 1-1 | 2-1 | 0-1 | 2-2 | 3-2 | 2-2 | 1-0 | 2-1 | -   | 0-0 |
| Zenit                 | 3-0 | 2-0 | 2-1 | 1-3 | 1-1 | 0-0 | 1-0 | 5-0 | 2-0 | 6-1 | 2-0 | 1-1 | 3-1 | 0-0 | 2-0 | -   |

## Artilharia
Última atualização: 25 de Julho de 2010.